# Meridiano 117 E
O meridiano 117 E é um meridiano que, partindo do Polo Norte, atravessa o Oceano Ártico, Ásia, Oceano Índico, Australásia, Oceano Antártico, Antártida e chega ao Polo Sul. Forma um círculo máximo com o Meridiano 63 W.
Começando no Polo Norte, o meridiano 117º Este tem os seguintes cruzamentos:
| País, território ou mar | Notas |
| ----------------------- | --- |
| Oceano Ártico           | |
| Mar de Laptev           | |
| Rússia                  | Iacútia Oblast de Irkutsk Krai de Zabaykalsky                                                                                    |
| China                   | Mongólia Interior |
| Mongólia                | |
| China                   | Mongólia Interior Hebei Pequim Hebei Tianjin Hebei Shandong Jiangsu Anhui Jiangxi Fujian Guangdong - continente e ilha de Nan'ao |
| Mar da China Meridional | Passa nas Ilhas Spratly, disputadas entre China e Vietname                                                                       |
| Filipinas               | Ilha Balabac |
| Mar da China Meridional | Estreito de Balabac |
| Malásia                 | Sabah - Ilha Balambangan |
| Mar da China Meridional | Baía Marudu |
| Malásia                 | Sabah - Ilha de Bornéu |
| Indonésia               | Ilha de Bornéu |
| Estreito de Macáçar     | |
| Mar de Java             | |
| Mar de Bali             | |
| Indonésia               | Ilha de Sumbawa |
| Oceano Índico           | |
| Austrália               | Austrália Ocidental |
| Oceano Índico           | |
| Oceano Antártico        | |
| Antártida               | Território Antártico Australiano, reivindicado pela Austrália                                                                    |